# Elena d'Asburgo-Lorena
Elena d'Asburgo-Lorena (all'anagrafe Helene Marie Alice Christine Josefa Anna Margareta Madeleine Walburga Blandina Cäcilie Philomena Carmela Ignatia Rita de Cascia; Linz, 30 ottobre 1903 – Tubinga, 8 settembre 1924) è stata un'arciduchessa austriaca, prima moglie di Filippo Alberto di Württemberg.

## Biografia
L'arciduchessa Elena nacque alle 3:30 del mattino il 30 ottobre 1903, come  secondogenita dell'arciduca Pietro Ferdinando e della principessa Maria Cristina di Borbone-Due Sicilie. Fu battezzata dal vescovo di Linz Franz Maria Doppelbauer.
Sposò il 24 ottobre del 1923 ad Altshausen Filippo Alberto, futuro capo del casato di Württemberg. Morì a sei giorni dal parto di sua figlia, la duchessa Maria Cristina, l'8 settembre 1924 all'età di 20 anni.

## Discendenza
Elena d'Asburgo-Lorena e Filippo Alberto di Württemberg ebbero una figlia:
- Maria Cristina Elena Filippina Albertina Margherita Amelia Teresa Elisabetta Rosa Giuseppa Antonia Edvige Aloisia (Tubinga, 2 settembre 1924), con il marito Giorgio Artmanno del Liechtenstein (1911-1998) ebbe sette figli.[4]

## Titoli
- 30 ottobre 1903 - 24 ottobre 1923: Sua Altezza Imperiale e Reale Arciduchessa Elena d'Austria, principessa d'Ungheria, Boemia, e la Toscana
- 24 ottobre 1923 - 8 settembre 1924: Sua Altezza Reale la Duchessa ereditaria del Württemberg

## Ascendenza
|                                         |                                 |                                           | Genitori                             |  |  | Nonni |  |  | Bisnonni               |  |  | Trisnonni                 |  |
|                                         |                                 |                                           |                                      |  |  |       |  |  | Leopoldo II di Toscana |  |  | Ferdinando III di Toscana |  |
|                                         |                                 |                                           |                                      |  |  |       |  |  | Leopoldo II di Toscana |  |  | Ferdinando III di Toscana |  |
|                                         |                                 | Luisa Maria Amalia di Borbone-Due Sicilie |                                      |  |  |       |  |  | Leopoldo II di Toscana |  |  |                           |  |
| Ferdinando IV di Toscana                |                                 |                                           |                                      |  |  |       |  |  | Leopoldo II di Toscana |  |  |                           |  |
|                                         |                                 | Maria Antonia di Borbone-Due Sicilie      | Francesco I delle Due Sicilie        |  |  |       |  |  |                        |  |  |                           |  |
|                                         |                                 | Maria Antonia di Borbone-Due Sicilie      | Francesco I delle Due Sicilie        |  |  |       |  |  |                        |  |  |                           |  |
|                                         |                                 | Maria Antonia di Borbone-Due Sicilie      | Maria Isabella di Borbone-Spagna     |  |  |       |  |  |                        |  |  |                           |  |
| Pietro Ferdinando d'Asburgo-Toscana     |                                 | Maria Antonia di Borbone-Due Sicilie      |                                      |  |  |       |  |  |                        |  |  |                           |  |
|                                         |                                 | Carlo III di Parma                        | Carlo II di Parma                    |  |  |       |  |  |                        |  |  |                           |  |
|                                         |                                 | Carlo III di Parma                        | Carlo II di Parma                    |  |  |       |  |  |                        |  |  |                           |  |
|                                         |                                 | Carlo III di Parma                        | Maria Teresa di Savoia               |  |  |       |  |  |                        |  |  |                           |  |
| Alice di Borbone-Parma                  |                                 | Carlo III di Parma                        |                                      |  |  |       |  |  |                        |  |  |                           |  |
|                                         |                                 | Luisa Maria di Borbone-Francia            | Carlo Ferdinando di Borbone-Francia  |  |  |       |  |  |                        |  |  |                           |  |
|                                         |                                 | Luisa Maria di Borbone-Francia            | Carlo Ferdinando di Borbone-Francia  |  |  |       |  |  |                        |  |  |                           |  |
|                                         |                                 | Luisa Maria di Borbone-Francia            | Carolina di Borbone-Due Sicilie      |  |  |       |  |  |                        |  |  |                           |  |
| Elena d'Asburgo-Lorena                  |                                 | Luisa Maria di Borbone-Francia            |                                      |  |  |       |  |  |                        |  |  |                           |  |
|                                         | Ferdinando II delle Due Sicilie | Francesco I delle Due Sicilie             |                                      |  |  |       |  |  |                        |  |  |                           |  |
|                                         | Ferdinando II delle Due Sicilie | Francesco I delle Due Sicilie             |                                      |  |  |       |  |  |                        |  |  |                           |  |
|                                         | Ferdinando II delle Due Sicilie | Maria Isabella di Borbone-Spagna          |                                      |  |  |       |  |  |                        |  |  |                           |  |
| Alfonso di Borbone-Due Sicilie          | Ferdinando II delle Due Sicilie |                                           |                                      |  |  |       |  |  |                        |  |  |                           |  |
|                                         |                                 | Maria Teresa d'Asburgo-Teschen            | Carlo d'Asburgo-Teschen              |  |  |       |  |  |                        |  |  |                           |  |
|                                         |                                 | Maria Teresa d'Asburgo-Teschen            | Carlo d'Asburgo-Teschen              |  |  |       |  |  |                        |  |  |                           |  |
|                                         |                                 | Maria Teresa d'Asburgo-Teschen            | Enrichetta di Nassau-Weilburg        |  |  |       |  |  |                        |  |  |                           |  |
| Maria Cristina di Borbone-Due Sicilie   |                                 | Maria Teresa d'Asburgo-Teschen            |                                      |  |  |       |  |  |                        |  |  |                           |  |
|                                         |                                 | Francesco di Borbone-Due Sicilie          | Francesco I delle Due Sicilie        |  |  |       |  |  |                        |  |  |                           |  |
|                                         |                                 | Francesco di Borbone-Due Sicilie          | Francesco I delle Due Sicilie        |  |  |       |  |  |                        |  |  |                           |  |
|                                         |                                 | Francesco di Borbone-Due Sicilie          | Maria Isabella di Borbone-Spagna     |  |  |       |  |  |                        |  |  |                           |  |
| Maria Antonietta di Borbone-Due Sicilie |                                 | Francesco di Borbone-Due Sicilie          |                                      |  |  |       |  |  |                        |  |  |                           |  |
|                                         |                                 | Maria Isabella d'Asburgo-Lorena           | Leopoldo II di Toscana               |  |  |       |  |  |                        |  |  |                           |  |
|                                         |                                 | Maria Isabella d'Asburgo-Lorena           | Leopoldo II di Toscana               |  |  |       |  |  |                        |  |  |                           |  |
|                                         |                                 | Maria Isabella d'Asburgo-Lorena           | Maria Antonia di Borbone-Due Sicilie |  |  |       |  |  |                        |  |  |                           |  |
|                                         |                                 | Maria Isabella d'Asburgo-Lorena           |                                      |  |  |       |  |  |                        |  |  |                           |  |